# Melek Amet
Melek Amet (n. 4 octombrie 1960, București, România – d. 22 mai 2008, București, România) a fost primul manechin de etnie tătară din România și unul din cele mai bine cotate fotomodele ale anilor 1970-1980. Ea a depășit stereotipurile înțelegerii culturale și barierele acceptării rasiale devenind simbolul unor tendințe socioculturale.

## Biografie
Melek, în limba tătară crimeeană înseamnând Îngerul, a fost fiica lui Ğemal Seyidğan (în limba română ortografiat: Gemal Seidgean) și Ğewerkan (în limba română ortografiat: Gevercan). Tatăl ei era un prosper comerciant din Medgidia care și-a investit profitul în proprietăți imobiliare devenind cunoscut printre posesorii de pământ din județul Constanța. Însă comuniștii i-au confiscat proprietățile și l-au condamnat la muncă forțată în lagărele de la Canalul Dunăre-Marea Neagră. După eliberare s-a îndrăgostit de Ğewerkan din Alakapî, o frumoasă învățătoare cu douăzeci de ani mai tânără. S-au căsătorit și, dorind să se salveze din hărțuirea continuă a autoritățile din Dobrogea asupra musulmanilor tătari și turci, s-au stabilit la București unde pe 4 octombrie 1960 s-a născut unicul lor copil, Melek.
Melek Amet a fost căsătorită cu Mircea Trofin, fiul fostului politician comunist Virgil Trofin. A avut o a doua relație cu Sergiu Mocanu fost administrator al Partidului Democrat. Mircea Trofin a fost cel care a prezentat-o doamnei Zina Dumitrescu de la Casa de modă Venus unde s-a lansat în cariera de modeling.
Melek întruchipa eleganța perfectă și, prin trăsăturile sale deosebite, exotice, a devenit rapid vedeta podiumurilor de modă din acea vreme. A pozat pentru toate revistele importante din România, mai ales pentru revista Modern. Împreună cu Ilinca Vlad, Eugenia Enciu, Rodica Protasievici, Romanița Iovan, Eugenia Ștefan (Janine), Bianca Brad, Dana Săvuică și Cătălin Botezatu, a făcut parte din generația de aur a manechinelor din România.. A participat la turnee alături de Stela Popescu, Alexandru Arșinel și Romica Puceanu. A prezentat colecții exclusiviste pentru Comitetul Central al Partidului Comunist Român, ambasadele și membrii corpului diplomatic din București fiind cunoscută pentru relațiile sale printre celebritățile epocii. Era neobosită și foarte serviabilă . Era elegantă și adora pălăriile.. Mulți o consideră cel mai popular model din perioada comunistă.
După decada de mare succes dintre anii 1981 și 1992 a lucrat în transportul internațional, a vândut băuturi soft, automobile, ciocolată și vestimentație. Însă din modeling nu s-a retras niciodată. În ultimii ani ai vieții a condus propria agenție - Blu Models și a devenit o cunoscută prezentatoare de showuri televizate.
În anul 2006 Melek a fost diagnosticată și operată de cancer ovarian. În 2008 boala e recidivat și în cele din urmă ea a pierdut lupta.
Melek a murit pe 22 mai 2008 și se odihnește la Cimitirul Ghencea Musulman din București.

## Moștenire
Melek a iubit lumina vieții mai mult decât oricine altcineva și a știut să zâmbească destinului devenit potrivnic. Ultima ei dorință a fost să reintre în posesia averii tatălui ei și să construiască o clinică de oncologie care să salveze vieți. Deși a câștigat în instanță proprietățile care aparținuseră tatălui ei, autoritățile locale din Constanța continuă să refuze punerea în posesie.